# Borșcivka, Kovel
Borșcivka (în ucraineană Борщівка) este un sat în comuna Popovîci din raionul Kovel, regiunea Volînia, Ucraina.

## Demografie
Componența lingvistică a localității Borșcivka
     Ucraineană (99,45%)
     Alte limbi (0,55%)
Conform recensământului din 2001, majoritatea populației localității Borșcivka era vorbitoare de ucraineană (99,45%), existând în minoritate și vorbitori de alte limbi.